# Такестан
Такеста́н (перс. تاکستان‎) — город на северо-западе Ирана, в провинции Казвин. Административный центр шахрестана Такестан.

## География
Город находится в западной части провинции, на расстоянии приблизительно 30 километров к юго-западу от Казвина, административного центра провинции и на расстоянии 135 километров к западу-северо-западу (WNW) от Тегерана, столицы страны. Абсолютная высота — 1261 метр над уровнем моря.

## Население
По данным переписи 2006 года численность населения составляла 73 625 человек.
| 1986   | 1991   | 1996   | 2006   | 2012   |
| ------ | ------ | ------ | ------ | ------ |
| 38 517 | 47 927 | 54 192 | 73 625 | 88 170 |

В национальном составе населения преобладают азербайджанцы и таты, в конфессиональном — мусульмане-шииты.

## Экономика и транспорт
Такестан — значимый региональный сельскохозяйственный центр, известный, прежде всего, своим виноградом.

Сообщение Такестана с другими городами осуществляется посредством железнодорожного и автомобильного транспорта. Ближайший аэропорт расположен в городе Казвин.